# Leuga
La leuga o leuca (la hora de marcha) es una antigua medida itineraria de la Galia y que se encuentra grabada hasta en Germania en las piedras miliarias. Equivalía a 1500 pasos romanos = 2,22 km.